# Косово Поље
Косово Поље (алб. Fushë Kosovë, Fushë Kosova) је градско насеље и седиште истоимене општине у Србији, које се налази у централном делу Косова и Метохије и припада Косовском управном округу. Према попису из 2024. било је 40.962 становника. Након завршетка рата на Косову и Метохији, Косово Поље бележи драстично повећање броја становника.
Железничка станица Косово Поље је била четврта по важности у Србији, после Београда, Новог Сада и Ниша. Поред више домаћих линија, одвијао се и међународни саобраћај на линији Атина—Скопље—Београд—Минхен. Био је главно седиште железнице на Косову и Метохији. Међутим, после прогона Срба 1999. године, сву имовину железнице узурпирали су Албанци.

## Географија
Општина Косово Поље лежи у средишту великог крашког Косова поља, површине 89 2 и надморске висине од 540 . Град се налази између Приштине на истоку, Обилића на северу, Грачанице на југу и Глоговца на западу. Општина се од 18 насеља. Налази се у зони раскрснице путева важних за саобраћај, као што је железничка пруга која повезује Косово Поље са Скопљем и Косовском Митровицом, а која се потом спаја на међународне путеве. Такође, налази се на раскрсници важних ауто-путева. На њеној територији се налази и Аеродром Приштина.

### Клима
Косово Поље има средње континенталну климу. Налази се усред Косова поља, отвореног за северне континенталне климатске утицаје. Зима је хладна, док је лето топло и суво. Косово Поље, због високих планина на југу и западу, лишено је ваздушних маса Јадранског и Егејског мора. Најхладнији месец је јануар, а најтоплији август.

## Историја
У општини Косово Поље, односно насељу Ариљача, налази се археолошко налазиште Градина. Она има велики археолошки значај, јер њени корени датирају још из праисторије, док се њен врхунац развоја догодио од касне антике до раног византијског периода.
Косово Поље је добило име по Косову пољу из Косовске битке (1389). Насеље Косово Поље настало је 1921. године за време Краљевине Срба Хрвата и Словенаца, током повратка Срба који су били протерани у време Османског царства.
Након завршетка рата на Косову и Метохији, у предграђу града формирана је база мултинационалних специјализованих јединица у склопу снага КФОР. Јединица је у потпуности састављена од италијанских карабинијера.

### Порекло становништва по родовима
Подаци о пореклу становништва из тридесетих година XX века.
из Доње Мораче
- Миковић (1 к.), Булатовић (2 к.) и Букелић (3 к.) 1921.

из Грахова
- Булајић (1 к.) 1921.

из Никшића
- Ђапић (1 к.) и Драшковић (1 к.) 1921.

из Гусиња
- Шијаковић (1 к.) 1921.

из Куча
- Вујошевић (1 к.) 1921.

из Пипера
- Михајловић (1 к.) 1925.

из Кривошија
- Вуковић (1 к.) 1921.

из Лике
- Агбаба (1 к.), Лукић (2 к.), Будимировић (3 к.), Вукобрада (1 к.), Балабан (1 к.) и Зорић (1 к.).

из Словеније
- Михелић (1 к.) и Шкерл (1 к.) 1925. (Словенци).

из Истре
- Хекић (2 к.), Јерић (1 к.), Паулин (1 к.) и Кромиш (1 к.) 1925. (Словенци).

из Босне
- Дорословац (1 к.), Војиновић (1 к.), Јованић (3 к.) и Стефановић (1 к.) 1921.

из Херцеговине
- Шантић (1 к.), из Мостара 1931.

из Славоније
- Коларић (1 к.) 1925.  (Хрвати).

из Срема
- Глишан (2 к.), Несторовић (2 к.), Лудошки (2 к.), Исаковић (1 к.), Унгуровић (1 к.), Лињачки (1 к.), Малетић (1 к.), Ковачевић (2 к.), Лазић (1 к.), Барић (1 к.), Рађеновић (1 к.), Мађаревић (2 к.), Брље (3 к.), Зубовић (2 к.), Крстић (1 к.), Суботић (1 к.), Јовановић (1 к.), Маринковић (1 к.), Краиновић (1 к.), Шујица (2 к.) и Гулановић (1 к.), сви 1921. Последња три рода су старином из Лике.

Сремци повратници из Бугарске
- Николић (1 к.), Поповић (1 к.) и Владисављевић (2 к.) досељени из Бугарске 1921, из Ореховца, где су живели петнаестак година.

из Баната
- Ћурћин (2 к.), Петарски (1 к.), Миочин (1 к.), Каранчев (1 к.), Врањеш (1 к.), Крстић (1 к.), Мудрић (1 к.) и Немац Дех (1 к.), сви 1921. Ибрачић (1 к.) такође је из Баната, али у Косово Поље досељен из Топлице 1921.

из Зајечара
- Миловановић (1 к.) 1923.

из Трстеника
- Илић (2 к.) 1921, Максимовић (1 к.) 1924.

из Чачка
- Јововић (1 к.) 1921.

из Пирота
- Ћирић ( 1 к.) 1924.

из Жупе (александровачке)
- Шекуларац (1 к.) 1926. Старином је из Црне Горе.

из Ниша
- Опријановић (2 к.) и Ђаковић (2 к.) 1926;

из Прокупља
- Стојковић (1 к.) 1921. и Мановски (1 к.) 1926. Старином из Срема.

из Куршумлије
- Врекић (1 к.) 1924.

из Јабланице
- Симоновић (1 к.) и Вијатовић (1 к.) 1924.

из Вучитрна
- Станисављевић (1 к.) 1925, на купљено имање.

## Становништво
Према попису из 1981. године град је био већински насељен Србима и Црногорцима. Након рата 1999. године већина Срба и Црногораца је напустила Косово Поље. Косово Поље је потпуно променило етничку структуру становништва због досељавања Албанаца из Дренице, Подујева и Медвеђе, а измењен је и сам изглед града. Некада породичне куће и многе ресторане, по којима је Косово Поље било познато, замениле су зграде и пословни објекти.
| Етнички састав према попису из 1961.‍ | Етнички састав према попису из 1961.‍ | Етнички састав према попису из 1961.‍ | Етнички састав према попису из 1961.‍ | Етнички састав према попису из 1961.‍ |
| ------------------------------------ | ------------------------------------ | ------------------------------------ | ------------------------------------ | ------------------------------------ |
|                                      |                                      |                                      |                                      |                                      |
| Срби                                 | Срби                                 |                                      | 1.641                                | 67,7%                                |
| Црногорци                            | Црногорци                            |                                      | 515                                  | 21,2%                                |
| Албанци                              | Албанци                              |                                      | 144                                  | 5,9%                                 |
| Хрвати                               | Хрвати                               |                                      | 45                                   | 1,9%                                 |
| Укупно: 2.423                        |                                      |                                      |                                      |                                      |

| Етнички састав према попису из 1981.‍ | Етнички састав према попису из 1981.‍ | Етнички састав према попису из 1981.‍ | Етнички састав према попису из 1981.‍ | Етнички састав према попису из 1981.‍ |
| ------------------------------------ | ------------------------------------ | ------------------------------------ | ------------------------------------ | ------------------------------------ |
|                                      |                                      |                                      |                                      |                                      |
| Срби                                 | Срби                                 |                                      | 5.399                                | 41,8%                                |
| Албанци                              | Албанци                              |                                      | 2.831                                | 21,9%                                |
| Роми                                 | Роми                                 |                                      | 1.997                                | 15,5%                                |
| Муслимани                            | Муслимани                            |                                      | 1.268                                | 9,8%                                 |
| Црногорци                            | Црногорци                            |                                      | 1.220                                | 9,4%                                 |
| Укупно: 12.917                       |                                      |                                      |                                      |                                      |

| Етнички састав према попису из 2011.‍ | Етнички састав према попису из 2011.‍ | Етнички састав према попису из 2011.‍ | Етнички састав према попису из 2011.‍ | Етнички састав према попису из 2011.‍ |
| ------------------------------------ | ------------------------------------ | ------------------------------------ | ------------------------------------ | ------------------------------------ |
|                                      |                                      |                                      |                                      |                                      |
| Албанци                              | Албанци                              |                                      | 12.295                               | 95,2%                                |
| Ашкалије                             | Ашкалије                             |                                      | 353                                  | 2,7%                                 |
| Египћани                             | Египћани                             |                                      | 79                                   | 0,6%                                 |
| Срби                                 | Срби                                 |                                      | 48                                   | 0,4%                                 |
| Турци                                | Турци                                |                                      | 42                                   | 0,3%                                 |
| Роми                                 | Роми                                 |                                      | 30                                   | 0,2%                                 |
| Бошњаци                              | Бошњаци                              |                                      | 18                                   | 0,1%                                 |
| Горанци                              | Горанци                              |                                      | 15                                   | 0,1%                                 |
| Укупно: 12.919                       |                                      |                                      |                                      |                                      |

Број становника на пописима:
|             | \| Демографија[8] \| Демографија[8] \| Демографија[8] \| \| Година \| Становника \| Становника \| \| -------------- \| -------------- \| -------------- \| \| 1948. \| 847 \| \| \| 1953. \| 1.122 \| \| \| 1961. \| 2.423 \| \| \| 1971. \| 6.992 \| \| \| 1981. \| 12.917 \| \| \| 1991. \| 16.154 \| \| |            |
| Демографија | |            |
| Година      | Становника | Становника |
| 1948.       | 847 |            |
| 1953.       | 1.122 |            |
| 1961.       | 2.423 |            |
| 1971.       | 6.992 |            |
| 1981.       | 12.917 |            |
| 1991.       | 16.154 |            |